# سه (فیلم ۱۹۶۹)
سه (انگلیسی: Three) فیلمی است که در سال ۱۹۶۹ منتشر شد.